# Kolumbia na Mistrzostwach Świata w Lekkoatletyce 2017
Kolumbia na Mistrzostwach Świata w Lekkoatletyce 2017 – reprezentacja Kolumbii podczas mistrzostw świata w Londynie liczyła 19 zawodników, którzy zdobyli 2 medale.

## Zdobyte medale
| Medal  | Zawodnik          | Konkurencja   | Rezultat | Data        |
| ------ | ----------------- | ------------- | -------- | ----------- |
| złoto  | Éider Arévalo     | chód na 20 km | 1:18:53  | 13 sierpnia |
| srebro | Caterine Ibargüen | trójskok      | 14,89    | 7 sierpnia  |

## Skład reprezentacji
Mężczyźni
| Zawodnik                                                                   | Konkurencja        | Eliminacje | Eliminacje | Półfinał | Półfinał | Finał    | Finał   |
| Zawodnik                                                                   | Konkurencja        | Rezultat   | Pozycja    | Rezultat | Pozycja  | Rezultat | Pozycja |
| -------------------------------------------------------------------------- | ------------------ | ---------- | ---------- | -------- | -------- | -------- | ------- |
| Diego Palomeque                                                            | bieg na 100 metrów | 10,51      | 41.        | NQ       | NQ       | NQ       | NQ      |
| Bernardo Baloyes                                                           | bieg na 200 metrów | 20,83      | 38.        | NQ       | NQ       | NQ       | NQ      |
| Yilmar Herrera                                                             | bieg na 400 metrów | 47,18      | 44.        | NQ       | NQ       | NQ       | NQ      |
| John Alexander Solís Diego Palomeque Yilmar Herrera Jhon Alejandro Perlaza | sztafeta 4 × 400 m | 3:03,68    | 12.        | —        | —        | NQ       | NQ      |
| Éider Arévalo                                                              | chód na 20 km      | —          | —          | —        | —        | 1:18:53  | złoto   |
| Manuel Esteban Soto                                                        | chód na 20 km      | —          | —          | —        | —        | 1:24:56  | 47.     |
| Luis Fernando López                                                        | chód na 50 km      | —          | —          | —        | —        | DNF      | DNF     |
| Jorge Armando Ruiz                                                         | chód na 50 km      | —          | —          | —        | —        | 3:50:37  | 20.     |

| Zawodnik        | Konkurencja  | Kwalifikacje | Kwalifikacje | Finał | Finał   |
| Zawodnik        | Konkurencja  | Wynik        | Pozycja      | Wynik | Pozycja |
| --------------- | ------------ | ------------ | ------------ | ----- | ------- |
| Mauricio Ortega | rzut dyskiem | 62,97        | 16.          | NQ    | NQ      |

Kobiety
| Zawodniczka      | Konkurencja         | Eliminacje | Eliminacje | Półfinał | Półfinał | Finał    | Finał   |
| Zawodniczka      | Konkurencja         | Rezultat   | Pozycja    | Rezultat | Pozycja  | Rezultat | Pozycja |
| ---------------- | ------------------- | ---------- | ---------- | -------- | -------- | -------- | ------- |
| Johana Arrieta   | bieg na 800 metrów  | 2:07,36    | 42.        | NQ       | NQ       | NQ       | NQ      |
| Muriel Coneo     | bieg na 1500 metrów | 4:11,98    | 36.        | NQ       | NQ       | NQ       | NQ      |
| Muriel Coneo     | bieg na 5000 metrów | 15:26,18   | 42.        | —        | —        | NQ       | NQ      |
| Sandra Arenas    | chód na 20 km       | —          | —          | —        | —        | 1:28:10  | 5.      |
| Yeseida Carrillo | chód na 20 km       | —          | —          | —        | —        | DSQ      | DSQ     |
| Sandra Galvis    | chód na 20 km       | —          | —          | —        | —        | 1:31:13  | 17.     |

| Zawodniczka       | Konkurencja    | Kwalifikacje | Kwalifikacje | Finał | Finał   |
| Zawodniczka       | Konkurencja    | Wynik        | Pozycja      | Wynik | Pozycja |
| ----------------- | -------------- | ------------ | ------------ | ----- | ------- |
| Caterine Ibargüen | trójskok       | 14,21        | 7. Q         | 14,89 | srebro  |
| Sandra Lemos      | pchnięcie kulą | 16,36        | 27.          | NQ    | NQ      |
| Flor Ruiz         | rzut oszczepem | 57,94        | 23.          | NQ    | NQ      |

Siedmiobój
| Zawodniczka    | Konkurencja | 100H  | HJ   | SP    | 200 m | LJ  | JT  | 800 m | Wynik | Pozycja |
| -------------- | ----------- | ----- | ---- | ----- | ----- | --- | --- | ----- | ----- | ------- |
| Evelis Aguilar | Rezultat    | 14,03 | 1,68 | 13,39 | 24,35 | DNS | DNS | –     | DNF   | DNF     |
| Evelis Aguilar | Punkty      | 974   | 830  | 753   | 947   | 0   | 0   | –     | DNF   | DNF     |